# AmabAdamA
Amaba Dama, aussi stylisé AmabAdamA, est un groupe islandais de reggae. Les chanteurs du groupe sont : Gnúsi Yones, Salka Sól Eyfeld et Steinunn Jónsdóttir.

## Histoire
Le groupe est formé en 2013 et signé sur le label Record Records en Islande. AmabAdamA sort son album Heyrðu mig nú, dont l'album et le single Hossa Hossa se classent dans les charts islandais en 2014 et Gaia en 2015. D'autres sorties notables incluent les singles Yo la la et Aftansöngur.

## Discographie

### Albums studio
- 2014 : Heyrðu mig nú

### Singles
- 2011 : Yo la la
- 2012 : Aftansöngur
- 2014 : Hossa Hossa
- 2015 : Hermenn